# Бирман, Натан Михайлович
Натан Михайлович Бирман (род. 18 декабря 1947, Коростень) — советский и израильский трубач, педагог, концертный исполнитель.

## Биография
Родился 18 декабря 1947 года в городе Коростене, Житомирская область. В музыкальную школу Бирмана отвели родители, там ему предложили скрипку, но отец желал, чтобы сын учился играть на баяне, и забрал его со школы.
В 1965 году Бирман был призван на срочную службу в один из оркестров гарнизона Черновцов. В 1966 году должен был состояться конкурс военных оркестров округа, и дирижёр предложил ему сыграть скерцо для трубы с оркестром композитора Э. Абрамяна. После выступления его сразу перевели в оркестр штаба, там и начались серьёзные занятия музыкой. В 1966—1970 годах Бирман был солистом духового оркестра Прикарпатского военного округа. Первым его педагогом был музыкант оркестра, первый корнетист Владимир Михайлович Глузман, с которым Бирман более глубоко изучал сольфеджио и теорию музыки. В 1971 году заочно окончил Тернопольское музыкальное училище (класс М. Старовецкого) и в том же году отправился в Свердловск учиться в Уральской консерватории у профессора В. Щёлокова, в 1976 году он с отличием окончил консерваторию (последний год после смерти Щёлокова учился у доцента М. Вагина).
В 1975—1978 годах — солист оркестра Свердловского театра музыкальной комедии, с 1978 года — солист симфонического оркестра филармонии, в 1976—1978 годах проходил ассисентуру-стажировку в Музыкально-педагогическом институте им. Гнесиных (Москва), научный руководитель профессор Т. Докшицер, с 1980 года работал преподавателем Уральской консерватории. В 1988 году Бирман входил в жюри Всесоюзного конкурса музыкантов-исполнителей на духовых инструментах в Минске. Последний сольный концерт Бирмана в СССР состоялся 24 июля 1990 года в Москве, в концертном зале имени Чайковского. Он исполнил концерт для трубы и фортепиано и камерного оркестра композитора А. Затина.
С 1990 года проживает и работает в Израиле, является солистом Национального симфонического оркестра Израиля (Хайфа), а также преподаёт в консерватории Кфар-Сабы.